# 北海道道557号止別停車場線
北海道道557号止別停車場線（ほっかいどうどう557ごう やむべつていしゃじょうせん）は、北海道斜里郡小清水町内を結ぶ一般道道（北海道道）である。

## 概要

### 路線データ
- 起点：北海道斜里郡小清水町字止別（JR北海道 釧網本線 止別駅）
- 終点：北海道斜里郡小清水町字止別（国道244号・北海道道250号清里止別線交点）
- 路線延長：0.8 km

## 歴史
- 1966年（昭和41年）3月31日 - 路線認定[1]。

## 地理

### 通過する自治体
- オホーツク総合振興局
  - 斜里郡小清水町

### 交差する道路
小清水町
- 国道244号 - 字止別（終点）
- 北海道道250号清里止別線 - 字止別（終点）

### 沿線にある施設など
小清水町
- 止別郵便局 - 止別71
- JR北海道 釧網本線 止別駅 - 字止別